# Kreuzigungsgruppe Alt-Oberbolheim

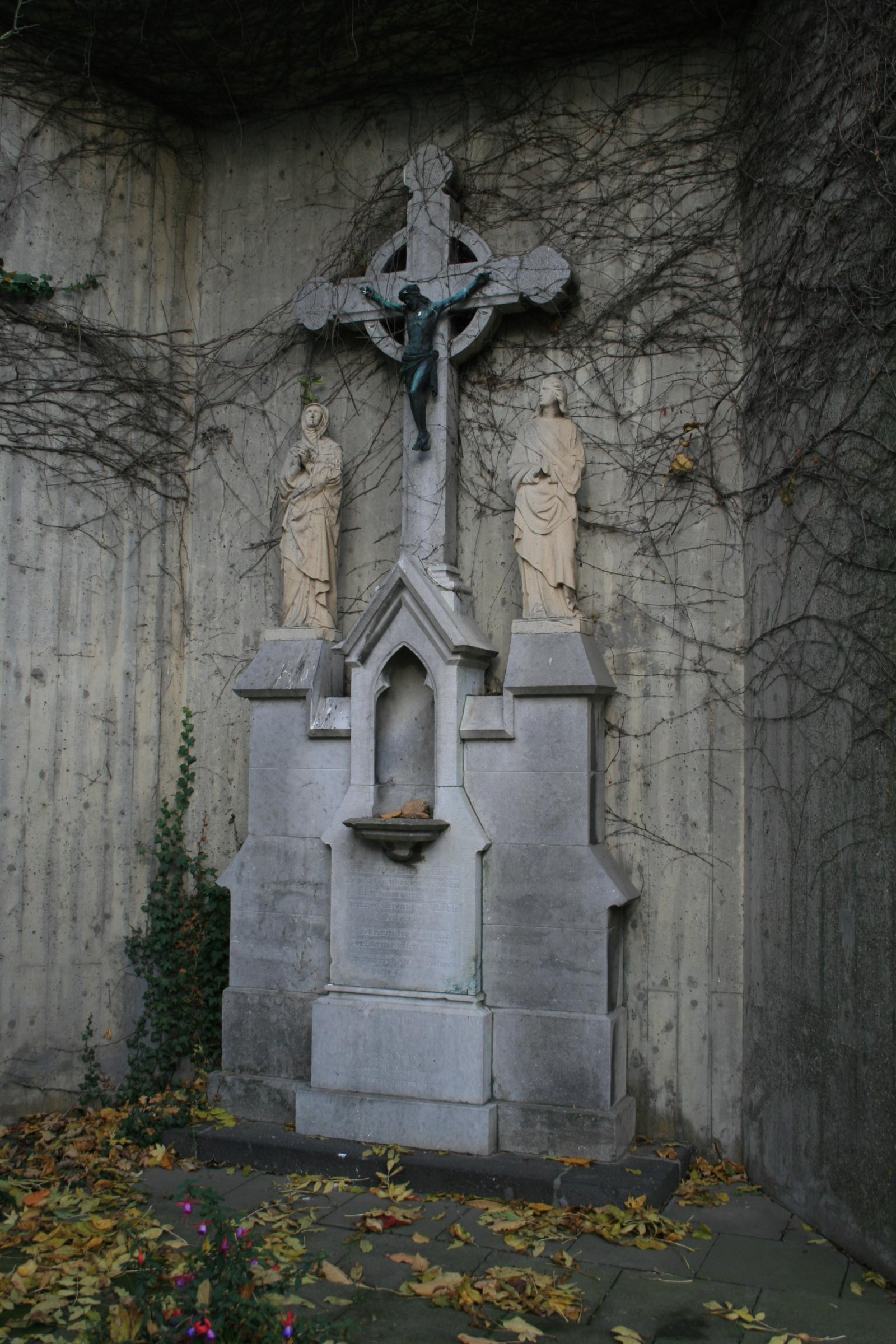
Die Kreuzigungsgruppe

Die Kreuzigungsgruppe Alt-Oberbolheim steht nördlich von Nörvenich im Kreis Düren, Nordrhein-Westfalen, direkt an der Bundesstraße 477.
Die ursprünglich bis zum Abriss des Dorfes Alt-Oberbolheim mitten im Ort stehende Kreuzigungsgruppe wurde 1969 an den Heuserhof umgesetzt. 
Die Kreuzigungsgruppe datiert gemäß Inschrift von 1910. Sie ist circa drei Meter hoch und aus Blaustein gefertigt. Die Gruppe steht auf einem breiten Unterbau mit einer Inschriftentafel. In der Mitte des Unterbaus befindet sich eine Nische mit dachförmigem Aufbau in neugotischen Formen. Rechts und links auf den Konsolen stehen Sandsteinfiguren, die Maria und Johannes darstellen. Weiterhin steht auf dem Unterbau in der Mitte ein großes Steinkreuz mit bronzenem Korpus. Zum Schutz vor der Witterung wurde die Kreuzigungsgruppe mit einer Betonmauer an drei Seiten umfriedet.
Das Wegekreuz wurde am 20. März 1985 in die Denkmalliste der Gemeinde Nörvenich unter Nr. 51 eingetragen.
Koordinaten: 50° 48′ 49,1″ N, 6° 38′ 7,5″ O